# Silvia Zenari
Silvia Zenari (Udine, 31 marzo 1895 – Conegliano, 30 giugno 1956) è stata una botanica e geologa italiana.

## Biografia
Nasce a Udine e si laurea nel 1918 all'Università di Padova. Inizia a lavorare all'Istituto di Geologia a Padova. Tra gli anni 1930 e 1950 studiò la flora alpina delle Alpi dolomitiche a Belluno e nel Cadore e Comelico sia da un punto di vista geologico sia botanico, completando per prima lo studio botanico ed ecologico delle Dolomiti alle alte quote. 
Successivamente studiò anche la flora del Monte Serva vicino a Belluno.
Pubblicò nel 1942 una monografia: Contributo alla Conoscenza della flora di Comelico (alto Cadore): nota di critica sistematica, in cui vengono descritti vari gruppi di organismi della regione di Comelico. Questo lavoro della Zenari sulla vegetazione delle Dolomiti è stata l'ultima più significativa di ricerca fito-sociologica completata sulle Dolomiti.
Successivamente la Zenari diventò professoressa di botanica sistematica presso l'Università di Padova.
Il 30 giugno 1956, a soli 61 anni, perde tragicamente la vita in un incidente automobilistico, mentre andava dai genitori a Pordenone, nei pressi di Conegliano. Nella sua cattedra all'università di Padova fu sostituita da Sandro Pignatti.
La sua sigla botanica standard per la citazione dei nomi botanici a lei attribuiti è ZENARI.

## Opere
- Silvia Zenari, Forme ereditarie e variabilita nei cicli di "Sonchus oleraceus" L. em. e di "Sanchus asper" Hill, G. Bardi, 1921.
- Silvia Zenari, Illustrazione dell'erbario composto da G. B. Brocchi in Egitto e Nubia: (1822-1826) : appendice: viaggio in Siria (1823-24), Leonardo da Vinci, 1922.
- Silvia Zenari, La flora della valle Cellina: aggiunte e correzioni, Tip. Valbonesi, 1925.
- Silvia Zenari, Studio geo-idrologico del bacino del Cellina, Società cooperativa tipografica, 1926.
- Silvia Zenari, L'hemerocallis flava L. in Italia, Tip. Valbonesi, 1926.
- Silvia Zenari, Sopra alcune forme italiane del genere Gladiolus, Societa'botanica italiana, 1928.
- Silvia Zenari, La zona delle risorgive nel Friuli occidentale ed i suoi caratteri floristici, Societa' cooperativa tipografica, 1928.
- Silvia Zenari, Foglio "Maniago", Società Cooperativa Tipografica, 1929.
- Silvia Zenari, Il carattere semi duri in rapporto con la discendenza e l'ambiente, Tip. Leonardo Da Vinci, 1929.
- Silvia Zenari, Le stazioni rupestri d'alta montagna nella zona delle Dolomiti, Società anonima editrice Leonardo da Vinci, 1930.
- Silvia Zenari, Ricerche sulla distribuzione altimetrica della vegetazione in Italia. 1. Associazioni e limiti di vegetazione nel gruppo M. Schiara-M. Pelf (Belluno), Societa' botanica italiana, 1934.
- Silvia Zenari, La vegetazione del Comelico (Alto Cadore): Ricerche sulla distribuzione altimetrica, Società Botanica Italiana, 1941.
- Silvia Zenari, Contributo alla conoscenza della flora del Comelico (alto Cadore): note di critica sistematica : 1. contributo, Stab. Tip. L. Penada, 1942.
- Pubblicazioni degli anni 1943-1949; della Silvia Zenari;, Università di Padova, 1943.
- Silvia Zenari, Piante critiche delle Alpi Venette, 1951.
- Silvia Zenari, Elementi di fitogeografia, Editoria liviana, 1950.
- Silvia Zenari, Flora escursionistica: chiave botanica analitica per la determinazione delle principali specie vegetali dell'alta Italia, In Commissione Esclusiva Presso: R. Zannoni, 1957.

## Riconoscimenti
Dal 1966 esiste a Pordenone la Società Naturalisti Silvia Zenari a lei intitolata. Sempre alla Zenari, dal 14 novembre 2007, è intitolato un Museo: il Museo civico di storia naturale a Pordenone fondato nel 1970 con sede nel cinquecentesco Palazzo Amalteo.